# Comines-Warneton
Comines-Warneton (neerlandês: Komen-Wasteen) é uma cidade e um município da Bélgica localizado no distrito de Mouscron, província de Hainaut, região da Valônia.

## Cidade-irmã
- Hedge End, Reino Unido